# Подималово
Подима́лово (рос. Подымалово, башк. Подымалово) — присілок у складі Уфимського району Башкортостану, Росія. Входить до складу Дмитрієвської сільської ради.
Населення — 1601 особа (2010; 1335 у 2002).
Національний склад:
- татари — 48 %
- росіяни — 32 %